# 제19회 제주국제장애인인권영화제
제19회 제주국제장애인인권영화제는 2018년 11월 9일에 열린 시상식이다.

## 수상 및 후보

### 대상
- 달과 우리 - 유수인 수상

### 최우수상
- 칼국수 먹으러 가는 길 - 김하늬 수상

### 장려상
- 사랑은 가위바위보 - 엄이랑 수상

### 상영작
- 두 개의 빛: 릴루미노 - 허진호
- 앙: 단팥 인생 이야기 - 가와세 나오미
- 엄마의 공책 - 김성호
- 인생을 애니메이션처럼 - 로저 로스 윌리엄스
- 딥포커스 - 이승훈 외 2명
- 시설 장애인의 역습 - 박종필
- 이동할 권리 - 박종필
- 소년의 자리 - 부호건
- 일곱 빛깔 무지개 - 엄현정
- 달과 우리 - 유수인
- 개들의 침묵 - 박현철
- 벌새 - 김재영
- 병훈의 하루 - 이희준
- 2인 3각 - 이진우
- 칼국수 먹으러 가는 길 - 김하늬